# Alessandro Bratti
Alessandro Bratti (Ferrara, 4 maggio 1958) è un manager italiano.

## Biografia
Laureato con lode in Scienze Agrarie, PHD in Entomologia agraria, ha svolto attività di ricerca in Italia (Università di Bologna) e all'estero (U.S.D.A a Weslaco, Texas). Dal novembre 2001 è Ricercatore presso l'Università di Ferrara, dove insegna Sviluppo sostenibile e contabilità ambientale.
Eletto Consigliere comunale a Ferrara nel 1990, dal 1994 al 2006 è stato Assessore del Comune di Ferrara nella III e IV giunta Soffritti e nella I e II giunta Sateriale.
Dal febbraio 2006 all'aprile 2008 ricopre il ruolo di Direttore generale di ARPA Emilia-Romagna. Ha fatto parte di molti gruppi di lavoro e commissioni nazionali e internazionali e ha scritto diversi libri sui temi della sostenibilità.
Dal Luglio 2014 è Presidente Nazionale degli Ecologisti democratici. Appassionato di Pallavolo è stato in Nazionale Juniores dal 1975 al 1977. Ha partecipato ai campionati europei juniores nel 1977 a Montpellier.
È stato in Nazionale Under 23 fino al 1980. Ha vinto due campionati nazionali universitari con il Cus Bologna. Oggi è vicepresidente della Società 4 Torri Ferrara.

### Elezione a deputato
Alle elezioni politiche del 2008 viene eletto alla Camera dei Deputati, nella circoscrizione Emilia-Romagna, tra le file del Partito Democratico.
È stato componente della VIII Commissione (Ambiente, territorio e lavori pubblici) e della Commissione Parlamentare d'Inchiesta sulle attività illecite connesse al ciclo dei rifiuti.
Alle elezioni politiche del 2013 viene rieletto deputato.
Dal settembre del 2014 è presidente della Commissione Bicamerale sul traffico illecito dei rifiuti (commissione ecomafie).

### Direttore generale ISPRA
Il 9 novembre 2017 viene nominato nuovo direttore generale dell'ISPRA (Istituto superiore per la protezione e la ricerca ambientale).
Per tale motivo il 22 novembre 2017 si dimette dalla carica di deputato, venendo sostituito da Veronica Zanetti.
Nel Marzo 2018 è stato nominato presso il Comitato di Indirizzo dell'Agenzia Italia Meteo
Già Vicepresidente EEA (Agenzia europea per l'ambiente)
Attualmente Segretario Generale Autorità Distrettuale del Fiume Po